# Brachymeria rufinigra
Brachymeria rufinigra är en stekelart som beskrevs av Yin-Xia Liao och Chen 1983. Brachymeria rufinigra ingår i släktet Brachymeria och familjen bredlårsteklar. Inga underarter finns listade.